# Purnusaari (ö i Lappland)
Purnusaari är en ö i Finland. Den ligger i sjön Olkkajärvi och Matkalampi och i kommunen Rovaniemi i den ekonomiska regionen  Rovaniemi ekonomiska region  och landskapet Lappland, i den norra delen av landet, 700 km norr om huvudstaden Helsingfors. Öns area är 4,1 hektar och dess största längd är 380 meter i öst-västlig riktning.